# Seth Meyers
Seth Adam Meyers (* 28. prosince 1973, Evanston, Illinois, USA) je americký komik, spisovatel, producent, televizní moderátor a herec. Je bývalý scenárista pro show Saturday Night Live, rozhlasové a televizní stanice NBC. Uváděl jeho parodické zprávy v segmentu Weekend Update. Od 24. února 2014 uvádí talk show Late Night with Seth Meyers na NBC.
Meyers 25. srpna 2014 na stanici NBC uváděl 66. ročník předávání ceny Emmy (Primetime Emmy Awards).